# ジョージ・ジェッセル
ジョージ・アルバート・“ジョージー”・ジェッセル（George Albert "Georgie" Jessel、1898年4月3日 - 1981年5月23日）は、アメリカ合衆国の俳優、歌手、ソングライター、映画プロデューサーである。マルチな才能を持つエンターテイナーとして知られ、映画における役柄を超えた知名度があった。芸能界や政界における宴会の司会を務めることが多く、「アメリカ合衆国トーストマスター長官」の異名があった。

## 若年期
ジェッセルはユダヤ人の両親のもとに、ニューヨーク市ハーレムの118番街で生まれた。父ジョセフは劇作家だったが、ジェッセルが10歳の時に若くして亡くなり、ジェッセルは家族を養うためにヴォードヴィルのショーやブロードウェイの舞台に立っていた。
ブロードウェイのインペリアル劇場の切符売りとして働いていた母シャーロットは、ジェッセル、ウォルター・ウィンチェル、ジャック・ウィーナーの10代前半の劇場案内係3人による合唱グループ「インペリアル・トリオ」を結成させて、劇場の客を楽しませた（このような案内係によるグループは、当時他の劇場でもよくあった）。ジェッセルが11歳の時に、6歳年上のコメディアン、エディ・カンターとコンビを組み、16歳までステージで共演した。その後、ルー・エドワーズとコンビを組んだ後、ソロで出演するようになった。

## キャリア
ジェッセルの最も有名なスケッチ・コメディーは、電話での会話の片方の様子だけを描いた"Hello Mama"（または"Phone Call from Mama"）である。1919年には、ソロのショー"George Jessel's Troubles"をプロデュースした。
ジェッセルが共同で作詞した曲"Oh How I Laugh When I Think How I Cried About You"がヒットし、1920年代初頭にはいくつかのコメディショーで成功を収めた。1921年には、シングル"The Toastmaster"がヒットした。ヴォードヴィルショーではブラックフェイスで出演することもあった。
1919年のサイレント映画"The Other Man's Wife"で映画に初出演した。1924年、リー・ド・フォレストが発明した初期のトーキーであるフォノフィルムによる短編映画に、短いスケッチ・コメディーで出演した。

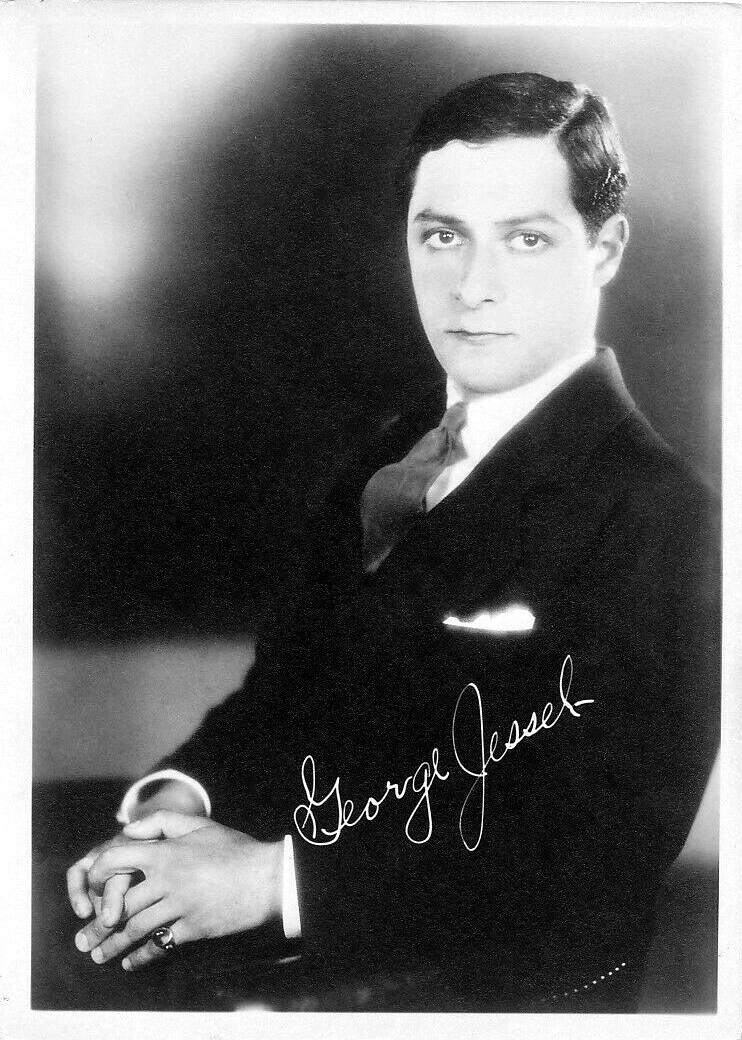
ジェッセル（1924年頃）

1925年、舞台『ジャズ・シンガー』の主役を演じ、ブロードウェイで最も人気のある俳優の一人となった。これを受けてワーナー・ブラザースは『ジャズ・シンガー』のトーキー映画化を企画し、その主役に舞台と同じジェッセルを起用した。しかし、報酬面で折り合いがつかなかったため、ジェッセルは出演を拒否し、代わりにアル・ジョルソンが主役を務めた。
ジェッセルの次の映画出演作は、1926年の"Private Izzy Murphy"（邦題『珍雄凱旋』）となった。映画『ジャズ・シンガー』のヒットで映画界における地位を急上昇させたジョルソンに対し、ジェッセルは映画ではそれほど重要ではない役柄での出演に留まり、ユダヤ人やエスニックユーモアを好む観客向けの役柄が多かった。1942年、ニューヨークの舞台俳優・歌手の社交クラブであるザ・ラムの会員に選出された。
1940年代半ば、ジェッセルは20世紀フォックスでミュージカルのプロデュースを始め、1950年代から1960年代にかけて、『ドリー・シスターズ』（1945年）、『悪魔の往く町』（1947年）、『ゴールデンガール』（1951年）、『アイ・ドント・ケア・ガール』（1953年）など24本の映画を製作した。それとともに、ジェッセルは宴会の司会業も始め、ウィットに富んだ司会ぶりが有名となった。また、米国慰問協会(USO)とともに、世界各地の米軍兵士の慰問活動を行った。3冊の回顧録（So Help Me（1943年）、This Way, Miss（1955年）、The World I Lived In（1975年））を書いた。

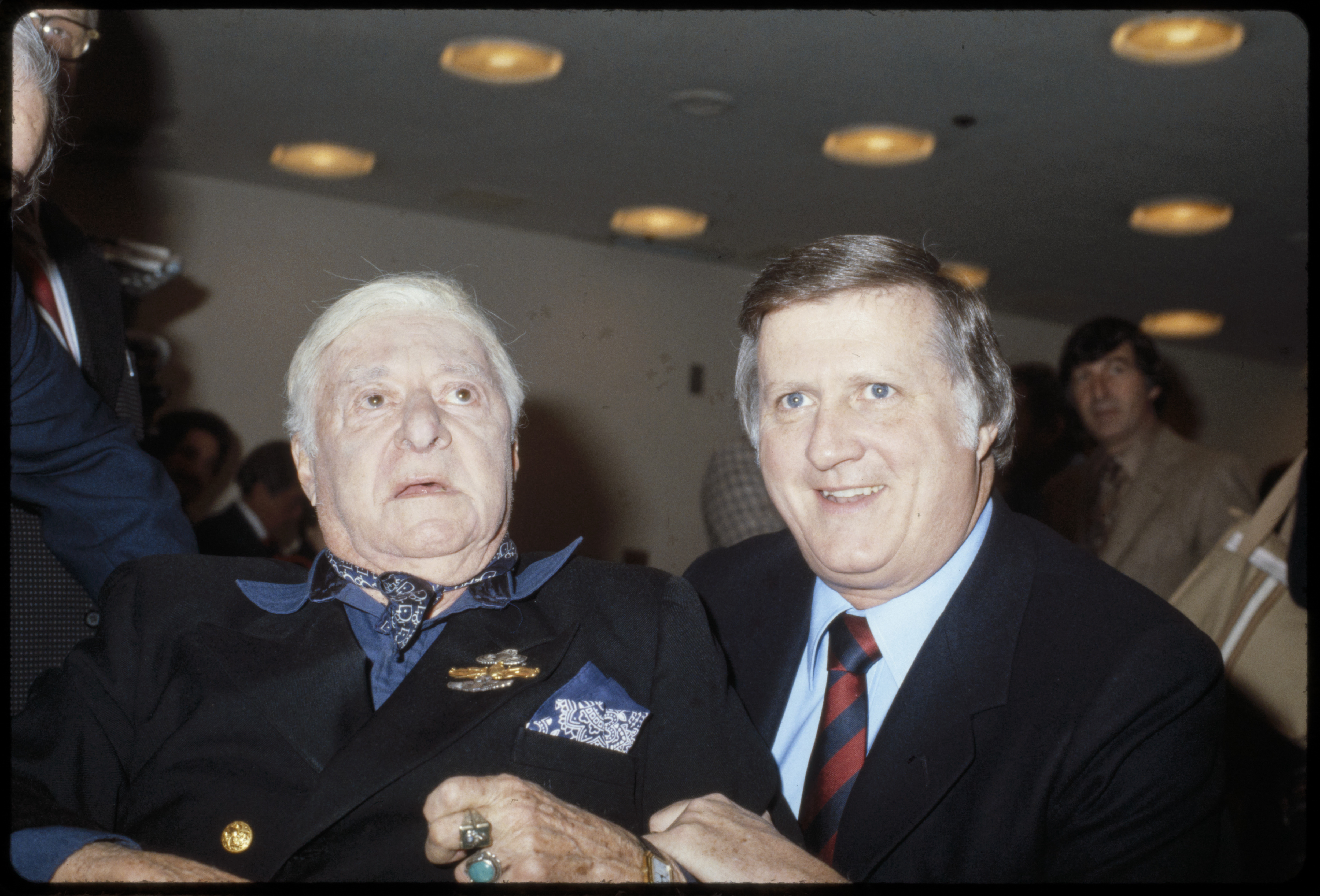
ジェッセル（左）とジョージ・スタインブレナー（1980年）

1950年代初頭に自身の名前を冠したラジオ番組『ジョージ・ジェッセル・ショー』が始まり、1953年から1954年にかけて同名のテレビ番組となった。また、NBCの『ジミー・デュラメンテ・ショー』にゲスト出演し、1968年にはバラエティ番組"Here Come the Stars"にも出演した。しかし、ジェッセルのコメディのスタイルが時代遅れとみなされていたことに加え、ベトナム戦争へのアメリカの参戦や保守的な政治運動への支持を表明したことにより、これらの活動が人気の回復につながることはなかった。一方で、ジェッセルは公民権運動を支持し、人種差別や反ユダヤ主義を批判するなど、ジェッセルの政治的姿勢はこの時代のステレオタイプな政治的境界を越えていた。ジェッセルは政治的意見を率直に述べることが多く、しばしばスキャンダルの元となった。1971年、NBCのニュース番組『トゥデイ』でエドウィン・ニューマンのインタビューを受けていた時、「ニューヨーク・タイムズ」のことを「プラウダ」と何度も言い、インタビューが打ち切られた。
その後の映画出演には、『哀愁の花びら』（1967年）のカメオ出演、シド・シーザーと共演した『間抜けなマフィア』（1967年）、アンソニー・ニューリー監督・主演による物議を醸したミュージカル映画"Can Heironymus Merkin Ever Forget Mercy Humppe and Find True Happiness?"（1969年）などがある。また、"The Phynx"（1970年）、『名犬ウォン・トン・トン』（1976年）などのオールスター映画にカメオ出演した。

## 私生活
1930年代、ジェッセルは映画だけでなく、その私生活も大衆の注目を集めた。
1930年5月2日、ジェッセルはシカゴでフローレンス・コートニー(Florence Courtney)と結婚したが、コートニーは、ジェッセルの虐待を理由に1932年10月24日に離婚した。
1934年4月23日、ジェッセルはサイレント映画の大スターであるノーマ・タルマッジと結婚した。しかし、2人の交際は、タルマッジと前夫ジョセフ・M・シェンクとの婚姻中の1932年から始まっており、シェンクとの離婚が成立した9日後に結婚したことから、世間の批判を浴びた。タルマッジとは1939年8月11日に離婚したが、ジェッセルはピストルを持ってタルマッジの家に押し入り、当時のタルマッジの恋人に向かって発砲した。
1940年、42歳のときに16歳のショーガールであるロイス・アンドリュースと結婚した。ジェリリン(Jerrilyn)という娘をもうけたが、1942年に離婚した。
ジェッセルは1975年の自伝"The World I Lived In"の中で、ポーラ・ネグリ、ヘレン・モーガン、ルーペ・ヴェレスとも付き合っていたと主張している。
1961年、女優のジョーン・タイラーは、自身の娘クリスティンがジェッセルの娘であるとして、認知を求める訴訟を起こした。ジェッセルは裁判所外で、クリスティンが自身の娘であることを認めて和解した。和解の条件として、ジェッセルはタイラーに対し月500ドル（2023年の物価換算で約5千ドル）の養育費を支払うことに同意した。
1964年、ジェッセルが当時35歳のシャーリー・テンプルに対して性的な行為を行ったと報じられた。テンプルの主張によれば、ジェッセルは仕事のことで話があるとテンプルを事務所に呼び出し、2人だけになった所でジェッセルがズボンを脱ぎながらテンプルに腕をまわし、さらに胸をつかんだ。テンプルはジェッセルの股間を蹴って逃げ出したという。

## 死去
1981年5月23日、ジェッセルはカリフォルニア大学ロサンゼルス医療センターにおいて心臓発作により死去した。83歳だった。遺体はカリフォルニア州カルバーシティのヒルサイド・メモリアル・パーク墓地に埋葬された。

## 賞と栄誉
1969年、映画芸術科学アカデミーはジェッセルにジーン・ハーショルト友愛賞を授与した。
映画産業への貢献により、ハリウッド・ウォーク・オブ・フェームのヴァイン・ストリート1777番地にジェッセルの星が設置されている。

## フィルモグラフィ

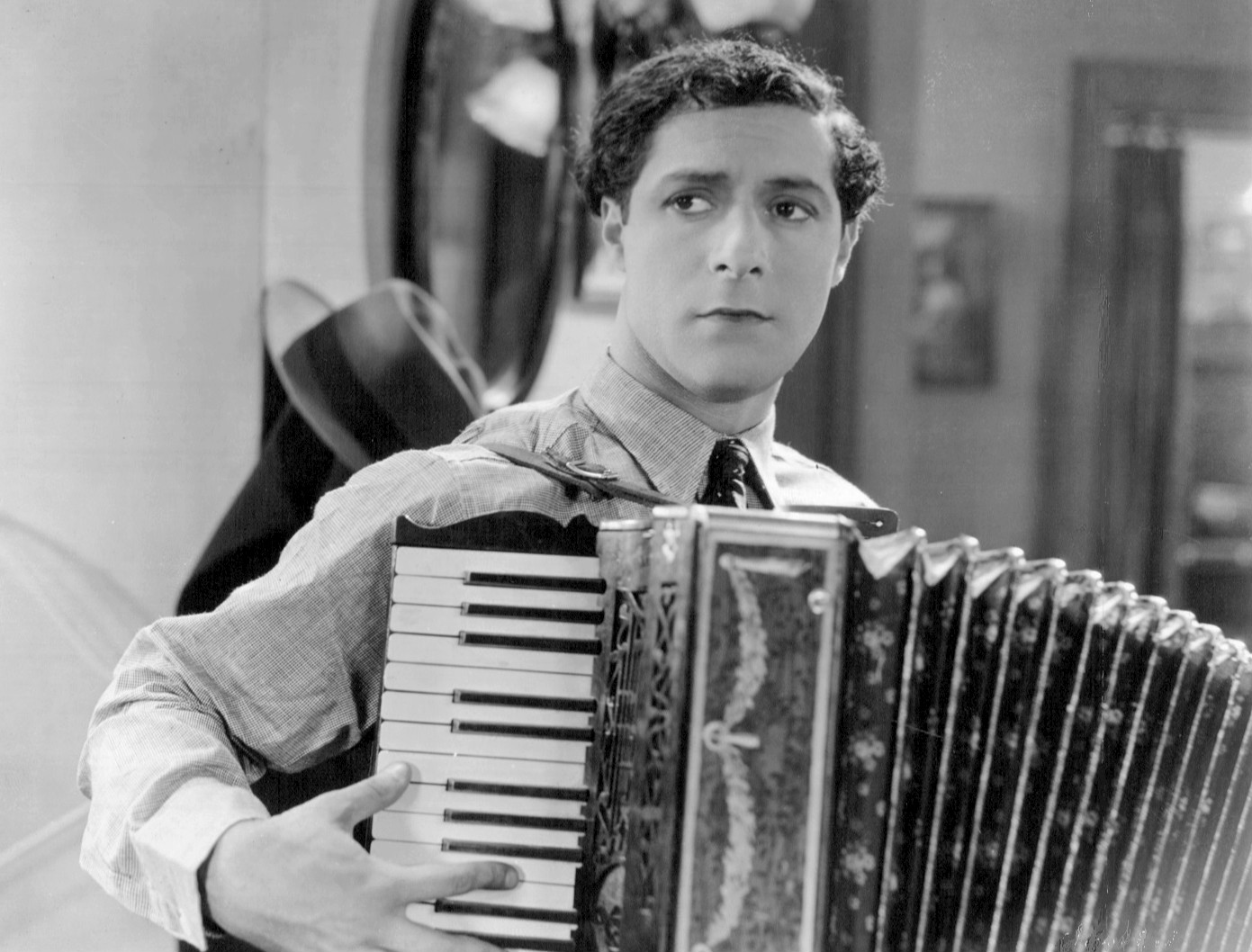
Love, Live & Laugh（1929年）にて

| 年   | 作品名                                                                  | 役名                                   | 備考                         |
| ---- | ----------------------------------------------------------------------- | -------------------------------------- | ---------------------------- |
| 1919 | The Other Man's Wife                                                    | Davy Simon                             | 喪失                         |
| 1926 | 珍雄凱旋 Private Izzy Murphy                                            | Isadore "Izzy" Murphy / Patrick Murphy | 喪失                         |
| 1927 | Sailor Izzy Murphy                                                      | Izzy Murphy                            | 喪失                         |
| 1927 | 恋は手品の他 Ginsberg the Great                                         | Johnny Ginsberg                        | 喪失                         |
| 1928 | George Washington Cohen                                                 | George Washington Cohen                | 喪失                         |
| 1929 | ラッキー・ボーイ Lucky Boy                                              | Georgie Jessel                         |                              |
| 1929 | Happy Days                                                              | Minstrel show performer #4             |                              |
| 1929 | 愛の爆笑 Love, Live and Laugh                                           | Luigi                                  |                              |
| 1943 | ステージドア・キャンティーン Stage Door Canteen                         | 本人役                                 |                              |
| 1944 | Four Jills in a Jeep                                                    | 司会者                                 |                              |
| 1953 | Yesterday and Today                                                     | ナレーター                             | 声だけの出演                 |
| 1953 | The I Don't Care Girl                                                   | 本人役                                 | クレジットなし               |
| 1957 | Beau James                                                              | 本人役                                 |                              |
| 1959 | Juke Box Rhythm                                                         | 本人役                                 |                              |
| 1967 | 間抜けなマフィア The Busy Body                                          | Mr. Fessel                             |                              |
| 1967 | 哀愁の花びら Valley of the Dolls                                        | グラミー賞司会者                       | カメオ出演                   |
| 1969 | Can Heironymus Merkin Ever Forget Mercy Humppe and Find True Happiness? | The Presence                           |                              |
| 1970 | The Phynx                                                               | 本人役                                 |                              |
| 1976 | 名犬ウォン・トン・トン Won Ton Ton, the Dog Who Saved Hollywood         | Awards Announcer                       |                              |
| 1981 | レッズ Reds                                                             | 本人役 - Witness                       |                              |
| 2018 | 風の向こうへ The Other Side of the Wind                                 | 本人役                                 | 1970年から1976年にかけて撮影 |